# 甲斐道雄
甲斐 道雄（かい みちお、1942年11月23日 - 2013年9月25日）は、日本のフルート奏者。

## 経歴
1942年11月23日兵庫県生まれ。川口勝次郎と山腰直弘に師事してフルートを始める。東京芸術大学を目指し兵庫県立有馬高等学校の2年生から毎週1回、当時の国鉄急行「なにわ」で上京し、レッスンを受けていた。東京芸術大学教授でフルート奏者の巨匠でもある吉田雅夫に師事し、猛特訓で音楽学部楽器科に合格。第一段階の目標を達成した。大学時代は吉田のほか川崎優にも師事した。1968年に同大学院音楽研究科を修了した。1969年ドイツ政府給費留学生としてハンブルグ音楽大学に留学しカールハインツ・ツェラーに師事。1971年に卒業し翌年の1972年までバンベルク交響楽団に所属するとともにバンベルク・バロック・アンサンブルのメンバー。ブラウンシュ・バイク国立歌劇場第1フルート奏者奏者を経て、1976年アンタル・ドラティ率いるフィルハーモニア・フンガリカの主席奏者を務める。1984年、15年の滞独生活を終え帰国。ソロ・コンサート、室内楽等幅広い演奏活動を行い、特に邦人作品の演奏を数多く手がけ、中でも吉松隆、細川俊夫、西村朗等に委託して好評を博した。後進の指導にもあたり武蔵野音楽大学教授を務めたほかアジアフルート連盟副会長、神戸国際フルートコンクール、日本音楽コンクールの審査員も務めた。趣味は、テニスでドイツの現地の医者に勧められて始め神経性の胃病が完治したという。2013年9月25日食道がんのため死去。享年71。

## 主な作品
- PRIVAVE EXHIBITION 個展（東京サウンドシティ企画、1995年）[4][5]
- 近藤譲：ブルームフィールド氏の間化（コジマ録音、2024年）[6]

ほか。上記はいずれもフルート奏者として参加。